# Szlak pieszy nr 3583
 Szlak pieszy nr 3583, szlak pieszy Iłowiec – Mosina – Łódź – Stęszew – Tomice – Otusz, na odcinku przebiegającym przez Wielkopolski Park Narodowy – trasa turystyczna imienia Cyryla Ratajskiego – znakowany szlak turystyczny długości 39 km, w województwie wielkopolskim. Szlak ten rozpoczyna się przy stacji kolejowej w Pecnej i przebiega lasami mieszanymi do Rezerwatu przyrody Goździk Siny przez lasy Rogalińskiego Parku Krajobrazowego do Mosiny, a następnie, przechodząc przez teren Wielkopolskiego Parku Narodowego, prowadzi do Stęszewa i Ozem Mosińsko-Bukowskim oraz wzdłuż Samicy Stęszewskiej doprowadza do stacji kolejowej w Skrzynkach.
W obrębie Rogalińskiego Parku Narodowego szlak łączy ścieżkę edukacyjną Borówkowy Szlak, rezerwat Goździk Siny w Grzybnie i miejsca pamięci w lesie Bogulin. Odcinek szlaku w obrębie Wielkopolskiego Parku Narodowego przebiega częściowo jedną z dwóch najstarszych tras spacerowych w Wielkopolskim Parku Narodowym. Szlak wytyczony jest stokiem najwyższego wzniesienia w Wielkopolskim Parku Narodowym, w pobliżu stacji kolejowej Osowa Góra oraz przez jego najcenniejsze obszary leśne w pobliżu jeziora Kociołek, Sarnich Dołów i Grabiny im. Wodziczki, a następnie prowadzi wzdłuż jezior Łódzko-Dymaczewskiego i Witobelskiego do Stęszewa. Końcowy fragment szlaku wytyczony jest wzdłuż Samicy Stęszewskiej przez Oz Mosińsko-Bukowski, w pobliżu Trzcielińskiego Bagna i Źródełka Żarnowiec oraz lasy nadleśnictwa Konstantynowo do stacji kolejowej Otusz.

## Historia szlaku

### Historia znakowania szlaków w Wielkopolskim Parku Narodowym
Na fali mody na podmiejskie wycieczki w drugiej połowie XIX wieku leżące przy linii kolejowej Puszczykowo stało się popularnym celem eskapad mieszkańców Poznania, od 1901 roku na stacji kolejowej Puszczykowo regularnie zatrzymują się pociągi. Około 1910 roku niemieckie organizacje turystyczne wytyczyły dwa szlaki spacerowe nad Jezioro Góreckie – z Puszczykowa przez Jezioro Jarosławieckie oraz z Mosiny, oznaczając ich przebieg w terenie wymalowanymi figurami geometrycznymi. Dostępność turystyczną terenów przyszłego parku narodowego znacznie zwiększyła budowa bocznej linii kolejowej nad Jezioro Budzyńskie.
We wrześniu 1925 roku przyrodnik Adam Wodziczko w artykułach prasowych zwracał uwagę na popularność lasów nad brzegami jezior Góreckiego, Skrzynka i Kociołek wśród poznańskich wycieczkowiczów i postulował objęcie ich ochroną w postaci rezerwatu. W 1948 roku sieć pięciu szlaków turystycznych w Wielkopolskim Parku Narodowym zaprojektował i wytyczył osobiście geograf Jerzy Szulczewski. Wytyczone przez niego szlaki z niewielkimi zmianami stanowią podstawę sieci turystycznych szlaków w Wielkopolskim Parku Narodowym. Należą one do najstarszych szlaków nizinnych w Polsce. W 1956 roku wyznaczone przez Szulczewskiego szlaki oznakowano według jednolitego systemu znakowania szlaków poziomymi pasami białymi z kolorowym pośrodku.
W marcu 1957 roku Rada Parku uchwaliła zwiększenie dostępności turystycznej powstającego Wielkopolskiego Parku Narodowego poprzez utworzenie pięciu parkingów dla samochodów w Jeziorach, Jarosławcu, nad Jeziorem Lipno, w Puszczykowie i Puszczykówku, założenie miejsc kempingowych w Kątniku, na Osowej Górze oraz nad jeziorami Łódzkim i Jarosławieckim. Zaplanowała też oznaczenie wjazdów bramami z napisem „Wielkopolski Park Narodowy”.
Franciszek Jaśkowiak oceniał w 1957 roku, że obszar Parku odwiedza rocznie ok. 500 000 turystów i wycieczkowiczów oraz że jest to popularne miejsce wypoczynku oraz spędzania urlopów. Równolegle z utworzeniem parku narodowego Polskie Towarzystwo Turystyczno-Krajoznawcze oznakowało w parku siedem ścieżek turystycznych o łącznej długości 83 km oraz ustawiło drogowskazy i tablice informacyjne na wejściach do parku i skrzyżowaniach szlaków.
Po 1950 roku w całej Polsce przyjął się górski system znakowania szlaków białymi poziomymi pasami z kolorowym pośrodku, w 1956 roku oznakowano w ten sposób istniejące szlaki na lewym brzegu Warty w tworzonym parku narodowym. Do końca lat 70. XX wieku staraniem oddziałów PTTK i władz lokalnych wytyczono i oznakowano w regionie wielkopolskim ok. 3000 km szlaków pieszych, jednakże ostatecznie znaczna część wytyczonych szlaków nie tworzyła przemyślanej sieci i nie była używana ze względu na brak właściwej konserwacji bądź błędy w wytyczeniu. W efekcie znakowanie części szlaków zanikło i przestały one istnieć.
W 2007 roku zarząd główny PTTK wydał jednolitą instrukcję znakowania szlaków turystycznych w Polsce.

### Szlak w systemie szlaków pieszych Wielkopolskiego Parku Narodowego
Szlak jest szlakiem pieszym jednoetapowym, ale przewodnik turystyczny proponuje wykorzystać go do trzech osobnych wycieczek: z Iłowca do Mosiny, z Mosiny do Stęszewa oraz ze Stęszewa do Otusza.
Szlak został odnowiony w 2003 i 2006 roku.
Wstęp na szlak jest bezpłatny. Szlak na całej długości nadaje się do uprawiania nordic walkingu.

## Przebieg szlaku

### Na obszarzeRogalińskiego Parku Krajobrazowego: stacja Iłowiec - stacja Mosina
Szlak zaczyna się przy stacji kolejowej w Iłowcu (0,0 km) i trasą pokrywającą się na odcinku około 40% z przebiegiem ścieżki przyrodniczo-edukacyjnej „Borówkowy Szlak” prowadzi przez urokliwe drzewostany i różnorodne przyrodniczo tereny Nadleśnictwa Konstantynowo do rezerwatu „Goździk Siny” w Grzybnie (3,6 km). W pobliżu rezerwatu szlak prowadzi wokół drewnianych barierek ograniczających wstęp w głąb obszaru ochronnego, a następnie przecinając Ziemiański Szlak Rowerowy w okolicach Nowinek szlak wytyczony jest lasami Nadleśnictwa Konstantynowo do skrzyżowania ze szlakiem  nr 3578 z Żabna do Drużyny (7,0 km) w lesie w okolicach Drużyny. Przechodząc w pobliżu leśnych miejsc pamięci ofiar zbrodni nazistowskich w lesie Bogulin szlak dochodzi do stacji kolejowej Mosina (11,0 km).

### Na obszarzeWielkopolskiego Parku Narodowego: stacja Mosina - stacja Stęszew
Od stacji kolejowej Mosina szlak prowadzony jest ulicami Mosiny przez Pl. 20 października, a następnie bocznymi ulicami do przystanku kolejowego Mosina Pożegowo (12,6 km). Po przekroczeniu linii kolejowej nr 361 szlak prowadzony jest w górę na Morenę Pożegowską, na szycie której przebiega obok punktu widokowego i miejsca wypoczynku w pobliżu Głazu Zamoyskiego (14,1 km). Ze szczytu wzniesienia szlak wytyczony jest wspólnie ze Szlakiem Kosynierów skrajem lasu w dół obok Studni Napoleona i położonego przy przystanku kolejowym Osowa Góra Głazie Wodziczki (14,7 km) i stamtąd prowadzi do miejsca rozejścia się szlaków nad brzegiem Jeziora Kociołek. Pomiędzy Jeziorem Kociołek a obszarem ochrony ścisłej Sarnie Doły szlak wytyczony jest w kierunku północno-zachodnim przez urozmaicony las porastający teren pofałdowany, a po osiągnięciu starego szlaku Mosina-Stęszew (15,6 km) prowadzi wspólną trasą ze Szlakiem Kosynierów pomiędzy obszarem ochrony ścisłej Grabina a obszarem ochrony ścisłej Sarnie Doły przez około 500 metrów. Od miejsca rozejścia się szlaków szlak wytyczony jest wzniesieniem przez najbardziej wartościowy drzewostan Wielkopolskiego Parku Narodowego do miejsca przecięcia ze Szlakiem Kosynierów (17,2 km), a następnie w kierunku zachodnim brzegiem doliny Jeziora Góreckiego, przekraczając Trzebawkę do wąwozu prowadzącego do Górki (18,4 km). Na obrzeżu wsi szlak wytyczony jest na południowy zachód pod górę w kierunku lasu, a następnie skrajem lasu do rynny polodowcowej nad brzeg Jeziora Łódzko-Dymaczewskiego, gdzie na węźle szlaków turystycznych łączy się ze  szlakiem nr 3590. Wspólnym odcinkiem nad brzegiem Jeziora Łódzko-Dymaczewskiego szlaki wytyczone jest do węzła szlaków turystycznych w Łodzi (20,1 km), gdzie szlak odchodzi na północny zachód wzdłuż brzegu Jeziora Witobelskiego przez las do asfaltowej szosy w Witobelu. Władze Wielkopolskiego Parku Narodowego polecają alternatywną niewytyczoną w terenie drogę od skraju zabudowań nad jeziorem (22,4 km) szosą w kierunku stacji Stęszew, natomiast szlak wytyczony jest zarośniętymi resztkami ścieżki wzdłuż brzegu Jeziora Witobelskiego do ruin parku dawnego majątku Witobel, a następnie przez groblę pomiędzy stawami do szosy łączącej Witobel ze Stęszewem (23,2 km). Dalej szlak prowadzi wzdłuż brzegu Samicy Stęszewskiej do linii kolejowej nr 357, wzdłuż której szlak wytyczony jest do przejazdu kolejowego. Od przejazdu do stacji kolejowej Stęszew (22,2 km) szlak wytyczony jest wspólnym odcinkiem z  szlakiem Stęszew-Szreniawa.

### W dolinie Samicy Stęszewskiej: stacja Stęszew – stacja Otusz
Od stacji kolejowej Stęszew szlak wytyczony jest pośród zabudowań Stęszewa do skraju miasta (25,0 km), a następnie asfaltową szosą do Krąplewa, gdzie przekracza przez mostek Samicę Stęszewską na południe (26,3 km). Skrajem lasu szlak wytyczony jest do Wielkiej Wsi (28,0 km), a następnie leśnymi ścieżkami grzbietem Ozu Bukowsko-Mosińskiego pomiędzy doliną Samicy Stęszewskiej a rynną polodowcową Jeziora Wielkowiejskiego poprzez najwyższy punkt grzbietu (113 m n.p.m.) (29,5 km). Dalej szlak prowadzi zboczem ozu w dół na północ przez las do granicy Wielkopolskiego Parku Narodowego w okolicach obszaru ochrony ścisłej Trzcielińskie Bagno. Od granicy parku narodowego szlak wytyczony jest doliną Samicy Stęszewskiej przez pofałdowane tereny polne do Miłosławek (31,9 km), a następnie przez tereny zabudowy wiejskiej wzdłuż Jeziora Tomickiego do Tomic (33,3 km). Za Tomicami szlak wytyczony jest w dół obok ruin młyna (34,3 km) przekraczając Samicę Stęszewską na wschód i wzdłuż brzegu jej doliny prowadzi do stanowiącego pomnik przyrody Źródełka Żarnowiec (34,8 km). Od źródełka szlak wytyczony jest terenami leśnymi do Żarnowca w okolicach którego przekracza Samicę Stęszewską na zachód i ścieżkami przez pofałdowany teren leśny prowadzi do drogi brukowanej ze Skrzynek do Podłozin (36,4 km). Po jej przekroczeniu szlak wytyczony jest południowym brzegiem dolinki mieszczącej niewielkie leśne jezioro do zabudowań Skrzynek (38,0 km). Końcowy fragment szlaku wytyczony jest ścieżką pomiędzy zabudowaniami a linią kolejową nr 3 do przejazdu kolejowego przy stacji kolejowej Otusz, gdzie szlak się kończy (39,0 km).

## Miejsca na szlaku

### Rezerwat Goździk Siny w Grzybnie
Rezerwat „Goździk Siny” utworzony został w 1964 roku na wale wydmowym ze stromo nachylonym stokiem północnym, celem ochrony rzadkiego w Polsce goździka sinego. Las porastający rezerwat to przykład subkontynentalnego boru sosnowego świeżego, z dominującą sosną przemieszaną z brzozą i dębem bezszypułkowym. Goździk siny występuje na szczycie wydmy i jej południowym stoku. Roślinność rezerwatu jest uboga, a występujące w nim kępy goździka ulegają degeneracji i narażone są na zagrożenia ze strony człowieka i ekspansywnych roślin.

### Osowa Góra
Szlak prowadzi przez najwyższe wzniesienie Wielkopolskiego Parku Narodowego – Osową Górę (132 m n.p.m.) stromym podejściem o wysokości względnej ok. 70 m od strony Mosiny-Pożegowa. Na szczycie wzniesienia zlokalizowany jest parking i miejsca wypoczynku, a przy szlaku położony Głaz Zamojskiego – odsłonięty 8 października 1994 roku celem upamiętnienia Władysława hrabiego Zamoyskiego, darczyńcy części lasów tworzących Wielkopolski Park Narodowy. Poniżej szczytu wzniesienia przy szlaku znajduje się polana rekreacyjna oraz Studnia Napoleona, a u jego podnóża stacja kolejowa Osowa Góra. Pomiędzy stacjami Mosina-Pożegowo i Ossowa Góra w sezonie kursuje Mosińska Kolej Drezynowa.

### Obszary ochrony ścisłej w Wielkopolskim Parku Narodowym
W centralnej części Wielkopolskiego Parku Narodowego szlak wytyczony jest pomiędzy obszarami ochrony ścisłej położonymi w głębi kompleksu leśnego. Rezerwat Jezioro Kociołek utworzony został celem ochrony jeziora polodowcowego oraz lasów porastających jego zbocza, rezerwat Sarnie Doły chroni śródleśne oczka wodne i bagienny obszar torfowisk na dnie rynny polodowcowej. Rezerwat Grabina im. prof. Wodziczki ustanowiony został celem ochrony miejsc lęgowych bezkręgowców i starego drzewostanu w skład którego wchodzą graby i dęby - najbardziej naturalnego lasu w Wielkopolskim Parku Narodowym, pozostałości lasów porastających cały obszar Parku. Las ten stanowi wzór dla działań zmierzających do odbudowy naturalnego drzewostanu.

### Stęszew
Położony przy tradycyjnym szlaku handlowym łączącym Dolny Śląsk z Wielkopolską Stęszew prawa miejskie zyskał w 1370 roku. Zachowany jest owalny układ miasteczka średniowiecznego z centralnie położonym rynkiem. Według miejskiego portalu informacyjnego do atrakcji turystycznych miasta należą zagospodarowane turystycznie jeziora, nad którymi miejscowość jest zlokalizowana, dom podcieniowy na starym mieście mieszczący Muzeum Regionalne oraz zabytkowe kościoły. Na położonej nad brzegiem Samicy Pańskiej Górze znajdują się pozostałości grodziska stożkowego i ruiny zamku.

### Obszar ochrony ścisłej Trzcielińskie Bagno
Szlak wytyczony jest w pobliżu liczącego prawie 30 ha obszaru ochronnego torfowisk i wód powierzchniowych zarastających, porośniętych szuwarami i roślinnością pływającą. Obszar ochronny powstał celem ochrony lęgowisk ptaków wodnych i błotnych – bytuje w nim około 60 gatunków ptaków.

### Źródełko Żarnowiec
Znajdujące się przy szlaku Źródełko Żarnowiec od 1994 roku stanowi pomnik przyrody, ustanowiony celem ochrony unikatowego w nizinnym terenie Wielkopolski źródła typu wywietrzyskowego, które utworzyło się na stromym zboczu wzniesienia. Otaczający źródło teren został zagospodarowany poprzez budowę małej architektury turystyczno-wypoczynkowej.